# Aoufous (kommun)
Aoufous (franska: Aoufous (CR), Aoufous (Commune Rurale), arabiska: اسول) är en kommun i Marocko.   Den ligger i provinsen Errachidia och regionen Drâa-Tafilalet, i den nordöstra delen av landet, 400 km sydost om huvudstaden Rabat. Antalet invånare är 10 234.